# Krzysztof (film)
Krzysztof – polski film z 2010 roku. Film jest produkcją telewizji TVN i jest to pierwszy film, który pochodzi z sześcioczęściowego cyklu Prawdziwe historie.
Film opowiada o brutalnym porwaniu i zamordowaniu Krzysztofa Olewnika. Dla potrzeb filmu nazwisko Olewnika zostało zmieniowe na Orłowicz, a nazwę miejscowości Drobin zmieniono na Dobrzyń.

## Opis fabuły
Rodzina Orłowiczów wiedzie bogate życie. Władysław Orłowicz jest właścicielem zakładów mięsnych i jest poważanym biznesmenem w lokalnym środowisku. Władysław i jego żona Elżbieta mają trójkę dorosłych dzieci: Alicję, Dorotę i Krzysztofa. W wieczór, kiedy odbywa się impreza z okazji piętnastolecia zakładów mięsnych Orłowiczów, dochodzi do porwania Krzysztofa...
Historia pokazana jest z perspektywy jego siostry Doroty, która walczy o brata i sprawiedliwość.

## Obsada
- Mateusz Janicki – Krzysztof Orłowicz
- Gabriela Muskała – Dorota Orłowicz, siostra Krzysztofa
- Witold Dębicki – Władysław Orłowicz, ojciec Krzysztofa
- Agnieszka Mandat – Elżbieta Orłowicz, matka Krzysztofa
- Piotr Jankowski – Maciej Barski, narzeczony Doroty
- Aleksandra Justa – Alicja, siostra Krzysztofa
- Marcin Kuźmiński – Leszek, mąż Alicji
- Łukasz Garlicki – Romek, przyjaciel Krzysztofa
- Łukasz Simlat – Janusz Konecki
- Artur Dziurman – detektyw
- Marek Kalita – prokurator Paweł Sawicki
- Mieczysław Grąbka – policjant Zbigniew Kamyszko
- Michał Kula – policjant Jacek Lubecki
- Leszek Piskorz – Rajmund Zieniewicz, komendant wojewódzki policji
- Joachim Lamża – przedsiębiorca Zenon
- Przemysław Bluszcz – "Franco", porywacz Krzysztofa
- Marcel Wiercichowski – "Maras", porywacz Krzysztofa
- Marek Jędrzejczyk – Marek Michno "Bryger", porywacz Krzysztofa
- Jan Monczka – Paweł Nawrocki, minister MSWiA
- Bogdan Rymanowski – dziennikarz TVN 24
- Brygida Grysiak – dziennikarka TVN 24
- Renata Kijowska – dziennikarka TVN 24
- Sylwia Oksiuta-Warmus – Kinga, żona "Franco"
- Sylwia Juszczak – policjantka